# ثيودور برنتيس
ثيودور برنتيس هو سياسي أمريكي، ولد في 10 سبتمبر 1818، وتوفي في 3 أغسطس 1906. انتخب عضو جمعية ولاية ويسكونسن ‏.